# セプター (競走馬)
セプター（Sceptre、1899年 - 1926年）は、20世紀初頭に活躍したイギリスの競走馬である。1902年に牝馬クラシック三冠を達成した。

## 概要
20世紀初頭の卓越した競走馬の一頭であるが、それ以上に非常に多数の競走に出走したことで知られる。1902年に五大クラシック全てに出走したが、これは本馬が唯一のものとなっている。加えて短期間のうちにパリ大賞典やコロネーションステークス、セントジェームズパレスステークス、サセックスステークス、ナッソーステークスなどにも出走した。
出走したクラシックのうち、2000ギニー、1000ギニー、オークス、セントレジャーは実際に勝利しており、そのため日本及び時折アメリカではクラシック四冠馬とも称される。また、イギリスにおいても唯一のクラシック4勝馬として言及される（クラシックを4勝した競走馬は他にフォルモサもいるが、フォルモサは同着だった2000ギニーの決勝戦に出走しなかったため4勝馬と評価されないことが多い）。
翌1903年にもジョッキークラブステークスとチャンピオンステークス、ハードウィックステークスを制した。
繁殖成績は競走時代に比べればさほどでもなかったが、初仔のメイドオブザミストが繁殖牝馬として成功するなど牝系子孫は拡大している。

## 経歴

### デビュー前
セプターは1899年、イートン牧場で生まれた。生産者は大馬産家として知られる初代ウェストミンスター公爵ヒュー・グローヴナーであった。
同年末に初代ウェストミンスター公爵が死亡したことからセプターは翌1901年に開催されたセリ市に出品され、相続人である第2代ウェストミンスター公爵と当時ダブリンきっての獣医師だったビアード獣医の助言を受けたロバート・シービアが競り合った結果、ロバート・シービアが従来の最高記録を大幅に上回る1万ギニーの価格で競り落とした。

### 競走馬時代

#### 2歳時
2歳になったセプターはチャールズ・ノートンの厩舎に入厩。
デビュー前の試走では古馬や期待馬デュークオブウエストミンスターに楽々先着する動きを見せていた。
1901年6月にデビューし、初戦のウッドコートステークス、2戦目ジュライステークスと連勝した。
冬毛が生えて調子の悪かったシャンペンステークスは3着に敗れ、3戦2勝でこの年のシーズンを終えた。

#### 3歳時
翌1902年、馬主のシービアはチャールズ・ノートンと仲違いし、自らセプターの調教を行うと宣言した。
はじめはアメリカ人の調教助手を雇っていたがシーズン初戦のリンカーンシャーハンデキャップで敗れると調教助手を解雇し、直接自ら調教を行うようになった。
シービアは1000ギニー・2000ギニー・ダービーステークス・オークスと上半期に行われるクラシックのレース全てに出走するローテーションを組んだ。
2000ギニーでは牡馬の一線級が相手となったが、ピストル、デュークオブウエストミンスターを抑え1着。続く1000ギニーでは前走と同じく追い込んでレコードタイムを記録して勝利した。
エプソムダービーでも1番人気に推されたが、10日前にけがをしていた上スタートで出遅れ、そのことに動揺した騎手のランドールが慌てて前に追いつこうとしてスタミナをロスした事からタッテナム・コーナーを過ぎてから脚力も一杯になり、勝ち馬アードパトリックから8馬身近く離されての4着に入るのがやっとだった。
ダービーステークスのわずか2日後のオークスではダク足で走って2着馬に3馬身の着差をつけ優勝した。
クラシック競走のうち3つを制したセプターは高額の賞金を目当てにフランスのパリ大賞に遠征したが騎手の手綱捌きの拙さから着外に敗れた。それまでレースに出走させすぎたことが影響したとも、ランドールが他の馬の妨害を避けようとするあまり、コーナーで馬群の外を走らせすぎたことが原因ともされる。
海外遠征を経験したにもかかわらず、僅か3日後にコロネーションカップに出走し5着、さらにその翌日にセントジェームズパレスステークスを1着と、エプソムダービー後のわずか半月でフランス戦を含む5戦をこなした。
7月のグッドウッド開催でも更に2度出走し、サセックスステークスで2着になった2日後にナッソーステークスに勝っている。
9月、セントレジャーステークスに優勝。牝馬三冠とクラシック四冠を達成した。
2日後にパークヒルステークスに出走して2着に敗れ、12戦6勝でこの年のシーズンを終えた。
パークヒルステークスの後シービアはセプターをセリ市に出品したが希望価格として2万ギニーを提示したところ買い手がつかなかった。

#### 4歳以降
翌1903年の初戦にはリンカーンシャーハンデキャップが選ばれた。
他の馬よりも15ポンド重い斤量を課せられたセプターは5着に敗れた。
シービアはそれまでセプターの出走したレースでブックメーカーを相手に多額の賭けを行っていたが、このレースでは全財産を賭けると宣言したことから注目を集め、観客の殆どもそれを知っていた事から観客は途中からレース展開よりシービアの反応に気をとられていた。
しかし、シービアは破産決定時した瞬間も変わらず、悠然として葉巻をくゆらせていた。
この時のセプターはそれまでの使い詰めや、シービアが所用でイギリスに滞在していない間、セプターを馬房に入れたまま放置されるという杜撰な管理の影響から消耗しきった状態にあった。
新たにセプターの調教を担当したアレック・テイラー調教師は体調の立て直しに腐心し、初夏にはレースに出られる状態に回復。
セプターは6月のハードウィックステークスを快勝し、翌7月にエクリプスステークスに出走。
このレースにはエプソムダービーでセプターを破ったアードパトリック、1歳下で後の三冠馬ロックサンドも出走しており、セプターの競走生活において最も強い相手と走ったレースといわれる。
レースでは最後の直線コースで3頭が抜け出し、セプターはロックサンドを交わすもゴール直前でアードパトリックにハナ差交わされ2着に敗れた。
同馬はアイルランド産で馬主もアイルランド人だったので観客のアイルランド人が興奮してスタンドが割れんばかりだったという。
エクリプスステークスの後、セプターはジョッキークラブステークス、チャンピオンステークスを含む4連勝を飾った。
ジョッキークラブステークスではロックサンドとの再戦を制しており、エクリプスステークスを最後に引退したアードパトリックに代わって当時のイギリス古馬の頂点に上り詰めた。
セプターは1904年も現役を続けたが3戦して一度も勝利を挙げることができず、ハードウィックステークスで3着に敗れたのを最後に競走馬を引退した。

### 繁殖牝馬時代
競走馬引退後はウィリアム・バスが所有するマントン牧場で繁殖牝馬として供用された。16年間に8頭を産み、活躍した産駒にメイドオブザミスト(3勝)、メイドオブコリント(2勝、1000ギニー2着)がいる。
活躍した2頭の父サイリーンをバス卿はセプターにずっと付けるつもりでいたが、サイリーンはアルゼンチンに輸出されてしまった。
5番仔を孕んでいた1911年、ウィリアム・バスは競走馬生産からの撤退を表明して所有する繁殖牝馬をすべてニューマーケットのセリ市に出し、セリ値は2500ギニーから始まりフランスの大オーナーのロスチャイルド男爵も加わったがサマーヴィル・タタソールが7000ギニーで落札し、翌日の新聞には「タタソール氏、セプター国外流出防止に成功!」という見出しが飾った。
しかし、翌年産まれた牡馬の競走成績は惨めな結果に終わった。
1914年、タタソールはセプターをマスカーという人物に売却し、さらにマスカーも馬産を引退してセプターをセリ市に出品した。
このセリ市でセプターを含めたマスカー所有馬全てを2500ギニーで落札したのは、当時高額馬の購入で有名なグレンリイ卿である。
1922年同卿の行き届いた飼養管理にもかかわらず、その後不受胎が続いたため、知り合いのブラジル人に500ポンドで売却されそうになった。
その際に高齢のセプターが海外へ送り出されることを危惧したかつての所有者タタソールに引き取られ、イギリスで余生を送り、1926年にセプターは老衰のため死亡した。

### 死亡後、子孫
繁殖牝馬としては現役時代ほどの活躍はできなかったがメイドオブザミストが繁殖牝馬として優秀な成績を挙げ、サニージェーン(オークス)、クレイグアンエラン(2000ギニー)、レルコ(ダービー)など同馬の子孫を中心にファミリーラインはかなりの繁栄を見せている。
日本でもスピードシンボリ、ダイナガリバーなどが活躍した。ファミリーナンバー16-h族はセプターとその姉妹スプレンディッドの子孫である。

## 産駒
- メイドオブザミスト（ナッソーステークス、チェヴァリーパークステークス。繁殖牝馬として成功し牝系拡大、子孫にスピードシンボリ、ワシントンカラーなど）
- メイドオブコリント（チェヴァリーパークステークス、2着 - 2000ギニー）
- コロネーション（牝系拡大、子孫にレリアンス、ランドパワー等）
- クイーンカーバイン（牝系子孫にペティション等）
- キュリア
- グローヴナー
- セプターズドウター
- クイーンエンプレス

## エピソード、特徴
- 牝馬でありながら非常に大きな馬であった。
- オーナーのロバート・シービア氏は名の知れたギャンブラーで、幾度もブックメーカーを相手に多額の賭けを行い話題となった[12]。2000ギニーと1000ギニーでは賭け様にも金が無かったがこの2戦で得た賞金1万ポンドにかき集めた有金33000ポンドをダービーで賭けるも敗退で磨ってしまうが、セントレジャーステークスでは賞金5217ポンドの10倍近い金額をブックメーカーから受け取った[13]。しかし、同レースから2日後のパークヒルステークスでセプターが負けた為、有金全てをブックメーカーに持っていかれてしまった。破産後も強気な人生を送り、1939年に死亡するまで記者として毒舌を吐いていたという。セプターが当時の名馬としてはあり得ない程のレースに出走し、史上唯一のクラシック全出走の記録を残したのはシービアの方針によるところが大きい[5]。
- 馬名は、王笏（おうしゃく）を意味する「Sceptre」が由来。貴族などの裕福な階級の出身ではなかったシービアが期待を込めて名付けた。
- セプターは食べ物の好き嫌いが激しく、ある日白い燕麦を食べたら、翌日は黒い物を、その翌日は白黒混合しか食べないといった具合に食べたい物が変わり、容器にしても飼葉桶に入れたり、古いカゴに盛ったり、地面にばらまいたりと、毎日与える物と与え方を変える必要があった[14]。

## 競走成績
| 年月日 | 年月日 | 年月日 |                  | 競走名               | 着順 | 騎手         | 距離    | 着差    | 1着馬/（2着馬） |
| 1901年 | 6月    |        | エプソム         | ウッドコートS        | 1着  |              | 6f      |         |                 |
|        | 7月    |        | ニューマーケット | ジュライS            | 1着  | S.ロータス   | 5.5f    |         |                 |
|        | 9月    |        | ドンカスター     | シャンペンS          | 3着  |              | 6f      |         | Game Chick      |
| 1902年 | 3月    |        | リングフィールド | リンカーンシャーH    | 2着  | H.ランドール | 8f      | アタマ  | St.Maclou       |
|        | 4月    | 30日   | ニューマーケット | 2000ギニー           | 1着  | H.ランドール | 8f      | 2馬身   | (Pistol)        |
|        | 5月    | 2日    | ニューマーケット | 1000ギニー           | 1着  | H.ランドール | 8f      | 1 1/2身 | (St. Windeline) |
|        | 6月    | 4日    | エプソム         | エプソムダービー     | 4着  | H.ランドール | 12f     |         | Ard Patrick     |
|        | 6月    | 6日    | エプソム         | オークス             | 1着  | H.ランドール | 12f     | 3馬身   | (Glass Jug)     |
|        | 6月    | 15日   | ロンシャン       | パリ大賞             | 着外 | H.ランドール | 3000m   |         | Kizil Kourgan   |
|        | 6月    | 18日   | アスコット       | コロネーションS      | 5着  | H.ランドール | 8f      |         | Doctrine        |
|        | 6月    | 19日   | アスコット       | St.ジェームズパレスS | 1着  | F.ハーディ   | 8f      | 1 1/2身 | (Rising Glass)  |
|        | 7月    |        | グッドウッド     | サセックスS          | 2着  | F.ハーディ   | 8f      | 2馬身   | Royal Lancer    |
|        | 8月    |        | グッドウッド     | ナッソーS            | 1着  | F.ハーディ   | 12f     | 4馬身   | (Elba)          |
|        | 9月    | 10日   | ドンカスター     | セントレジャーS      | 1着  | F.ハーディ   | 14f132y | 3馬身   | (Rising Glass)  |
|        | 9月    | 12日   | ドンカスター     | パークヒルS          | 2着  |              | 14f132y | 1馬身   | Elba            |
| 1903年 | 3月    |        | リングフィールド | リンカーンシャーH    | 5着  |              | 8f      |         | Over Norton     |
|        | 6月    |        | アスコット       | ハードウィックS      | 1着  | F.ハーディ   | 12f     | 5馬身   |                 |
|        | 7月    |        | サンダウン       | エクリプスS          | 2着  |              | 10f     | クビ    | Ard Patrick     |
|        |        |        | ニューマーケット | ジョッキークラブS    | 1着  | F.ハーディ   | 14f     | 4馬身   | (Rock Sand)     |
|        |        |        | ケンプトン       | デュークオブヨークS  | 1着  |              | 10f     | アタマ  | (Our Lassie)    |
|        | 10月   |        | ニューマーケット | チャンピオンS        | 1着  | F.ハーディ   | 10f     | 10馬身  | (Kroonstad)     |
|        |        |        | ニューマーケット | ライムキルンS        | 1着  |              | 10f     | 8馬身   |                 |
| 1904年 | 6月    |        | エプソム         | コロネーションC      | 2着  |              | 12f     | 1馬身   | Zinfandel       |
|        | 6月    |        | アスコット       | アスコットゴールドC  | 3着  |              | 20f     | 1 3/4身 | Throw Away      |
|        | 6月    |        | アスコット       | ハードウィックS      | 3着  |              | 12f     | 5馬身   | Rock Sand       |

- fはハロン、yはヤード、mはメートルの略。
- Sはステークス、Hはハンデキャップ、Cはカップの略。
- 1 1/2身は、1と半馬身差（1.5馬身差）の意。

## 血統
父のパーシモンはセントサイモンの産駒で二冠馬。
母のオーナメントはイギリスクラシック三冠馬オーモンドの全妹。
兄弟にチャンピオン・ステークスとジュライ・ステークス勝ち馬ラブレーター(父シェーン)、ハードウィック・ステークス勝ち馬カラー(父セントサイモン)とスプリンターが多かった。
日本で基礎牝馬となった星旗の5代母でもある。
オーナメント産駒でセプターのみスタミナ豊富だがスピードに欠けるのは父パーシモンの影響と思われる。

### 血統表
| セプターの血統（セントサイモン系 / Pocahontas5×5=6.25%） | セプターの血統（セントサイモン系 / Pocahontas5×5=6.25%） | セプターの血統（セントサイモン系 / Pocahontas5×5=6.25%） | （血統表の出典）     | （血統表の出典） |
| 父 Persimmon 1893 鹿毛                                   | 父の父St. Simon 1881 鹿毛                                | Galopin                                                  | Vedette              | Vedette          |
| 父 Persimmon 1893 鹿毛                                   | 父の父St. Simon 1881 鹿毛                                | Galopin                                                  | Flying Duchess       |                  |
| 父 Persimmon 1893 鹿毛                                   | 父の父St. Simon 1881 鹿毛                                | St. Angela                                               | King Tom             | King Tom         |
| 父 Persimmon 1893 鹿毛                                   | 父の父St. Simon 1881 鹿毛                                | St. Angela                                               | Adeline              |                  |
| 父 Persimmon 1893 鹿毛                                   | 父の母Perdita II 1881                                    | Hampton                                                  | Lord Clifden         | Lord Clifden     |
| 父 Persimmon 1893 鹿毛                                   | 父の母Perdita II 1881                                    | Hampton                                                  | Lady Langden         |                  |
| 父 Persimmon 1893 鹿毛                                   | 父の母Perdita II 1881                                    | Hermione                                                 | Young Melbourne      | Young Melbourne  |
| 父 Persimmon 1893 鹿毛                                   | 父の母Perdita II 1881                                    | Hermione                                                 | La Belle Helene      |                  |
| 母 Ornament 1887 鹿毛                                    | 母の父Bend Or 1877 栗毛                                  | Doncaster                                                | Stockwell            | Stockwell        |
| 母 Ornament 1887 鹿毛                                    | 母の父Bend Or 1877 栗毛                                  | Doncaster                                                | Marigold             |                  |
| 母 Ornament 1887 鹿毛                                    | 母の父Bend Or 1877 栗毛                                  | Rouge Rose                                               | Thormanby            | Thormanby        |
| 母 Ornament 1887 鹿毛                                    | 母の父Bend Or 1877 栗毛                                  | Rouge Rose                                               | Ellen Horne          |                  |
| 母 Ornament 1887 鹿毛                                    | 母の母Lily Agnes 1871 鹿毛                               | Macaroni                                                 | Sweetmeat            | Sweetmeat        |
| 母 Ornament 1887 鹿毛                                    | 母の母Lily Agnes 1871 鹿毛                               | Macaroni                                                 | Jocose               |                  |
| 母 Ornament 1887 鹿毛                                    | 母の母Lily Agnes 1871 鹿毛                               | Polly Agnes                                              | The Cure             | The Cure         |
| 母 Ornament 1887 鹿毛                                    | 母の母Lily Agnes 1871 鹿毛                               | Polly Agnes                                              | Miss Agnes F-No.16-h |                  |